# العبودية في ليبيا

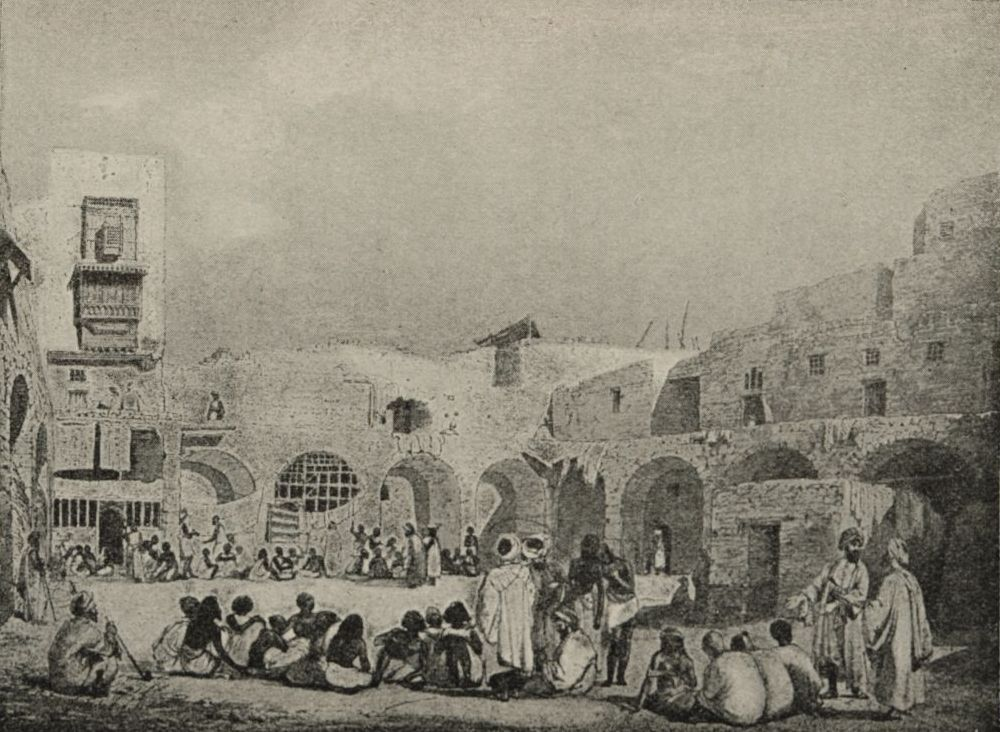
العبودية في ليبيا

العبودية في ليبيا  لها تاريخ مديد وتأثير دائم في الثقافة الليبية. ويرتبط ارتباطًا وثيقًا بالإطار الأوسع للرق في شمال إفريقيا وتجارة الرقيق عبر الصحراء.
منذ العصور القديمة كانت أراضي ليبيا الحديثة منطقة عبور لتجارة الرقيق من إفريقيا جنوب الصحراء الكبرى عبر الصحراء الكبرى إلى البحر الأبيض المتوسط. كانت تجارة الرقيق عبر الصحراء الكبرى معروفة منذ العصور القديمة واستمرت حتى القرن العشرين. 
وفي القرن الحادي والعشرين وردت أنباء عن عودة تجارة الرقيق الليبية عبر الصحراء الكبرى.

## تاريخ

### ليبيا الرومانية
باعتبارها مقاطعة رومانية كانت طرابلس مصدرا رئيسيا للمنتجات الزراعية فضلا عن كونها مركزا للذهب والعبيد الذين تم نقلهم إلى الساحل بواسطة الجرمنت بينما ظلت برقة مصدرا مهما للنبيذ والمخدرات والخيول.

### استعباد البربر
عندما غزا عمرو بن العاص طرابلس عام 643 أجبر البربر اليهود والمسيحيين على إعطاء زوجاتهم وأطفالهم كعبيد للجيش العربي كجزء من الجزية. كان عقبة بن نافع يستعبد لنفسه (ويبيع للآخرين) عددا لا يحصى من الفتيات البربريات "لم ير أحد في العالم مثيلا له من قبل".
يروي ابن عبد الحكم أن القائد العربي حسن بن النعمان كان غالبا ما يخطف "إماء بربريات صغيرات الجمال لا مثيل لهن وكان بعضهن يستحق ألف دينار". ويؤكد الحكم أن موسى وابنه وابن أخيه أسروا ما يصل إلى مائة ألف عبد أثناء غزو شمال إفريقيا. في طنجة استعبد موسى جميع سكان البربر. نهب موسى حصنا بالقرب من القيروان وأخذ معه جميع الأطفال كعبيد. بلغ عدد البربر المستعبدين "عددا لم يسمع به من قبل في أي من البلدان الخاضعة لحكم الإسلام" حتى ذلك الوقت. ونتيجة لذلك "أخليت معظم المدن الأفريقية من السكان [و] ظلت الحقول بلا زراعة". ومع ذلك لم يتوقف موسى "عن مواصلة غزواته حتى وصل إلى طنجة قلعة بلاد البربر وأم مدنهم والتي حاصرها أيضا واستولى عليها وأجبر سكانها على اعتناق الإسلام".
لاحظ المؤرخ باسكوال دي غايانغوس: "نظرا لنظام الحرب الذي تبناه العرب فليس من غير المحتمل أن يقع عدد الأسرى المحدد هنا في أيدي موسى. ويبدو من السلطات المسيحية والعربية أن المدن المكتظة بالسكان كانت تدمر بالأرض في كثير من الأحيان وأن سكانها الذين بلغ عددهم عدة آلاف قد وقعوا في الأسر".
استمر الحكام المسلمون المتعاقبون في شمال إفريقيا في استعباد البربر بشكل جماعي. لاحظ المؤرخ هيو إن. كينيدي أن "الجهاد الإسلامي يبدو بشكل مزعج وكأنه تجارة رقيق عملاقة". تسجل السجلات العربية أعدادا هائلة من العبيد البربر الذين تم أسرهم وخاصة في روايات موسى بن نصير الذي أصبح حاكما لأفريقيا في عام 698 والذي "كان قاسيا وعديم الرحمة ضد أي قبيلة عارضت مبادئ الإيمان الإسلامي لكنه كان كريما ومتسامحا مع أولئك الذين اعتنقوا الإسلام". يروي المؤرخ المسلم ابن قتيبة كيف خاض موسى بن نصير "معارك إبادة" ضد البربر وكيف "قتل أعدادا لا حصر لها منهم وأسر عددا مذهلا من السجناء".
وفقا للمؤرخ الصدفي كان عدد العبيد الذين أسرهم موسى بن نصير أكبر من أي فتوحات إسلامية سابقة.

### ليبيا العثمانية
كانت العبودية في ليبيا العثمانية محظورة اسميا في القرن التاسع عشر لكن قوانين إلغائها لم يتم تنفيذها.

### استعباد الأوروبيين
هناك أدلة تاريخية على غارات العبيد المسلمين في شمال إفريقيا على طول سواحل البحر الأبيض المتوسط عبر أوروبا المسيحية. كانت غالبية العبيد الذين تم تداولهم عبر منطقة البحر الأبيض المتوسط من أصل أوروبي في الغالب من القرن السابع إلى القرن الخامس عشر. في القرن الخامس عشر باع الإثيوبيون العبيد من مناطق الحدود الغربية (عادة خارج مملكة إمبراطور إثيوبيا) أو إيناريا.
يقدر أن ما بين مليون و1.25 مليون أوروبي أسرهم القراصنة وبيعوا كعبيد بين القرنين السادس عشر والتاسع عشر. وتوجد تقارير عن غارات البربرية واختطاف العبيد في إيطاليا وفرنسا وإيبيريا وإنجلترا وأيرلندا واسكتلندا وحتى أيسلندا في الشمال من هذه الفترة. وتتضمن الروايات الشهيرة عن غارات البربرية على العبيد ذكرا في مذكرات صموئيل بيبس وغارة على قرية بالتيمور الساحلية بأيرلندا حيث غادر القراصنة مع سكان المستوطنة بالكامل. كانت مثل هذه الغارات في البحر الأبيض المتوسط متكررة ومدمرة لدرجة أن الساحل بين البندقية وملقة عانى من هجرة واسعة النطاق وتم تثبيط الاستيطان هناك. وهذا يرجع إلى حد كبير إلى أنه "لم يعد هناك من يمكن أسره".

### استعباد سكان غرب ووسط أفريقيا

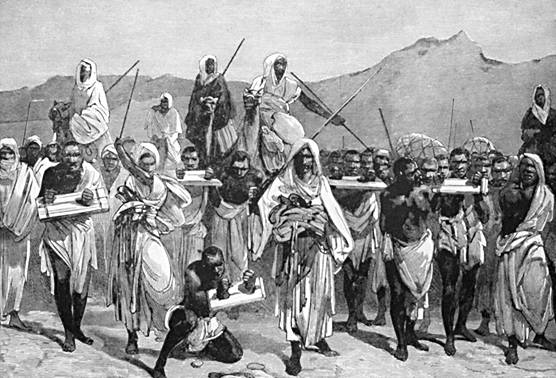
صورة للعبيد وهم يُنقلون عبر الصحراء الكبرى.

لقد سهل الطوارق وغيرهم من السكان الأصليين في ليبيا التجارة من الجنوب على طول طرق التجارة عبر الصحراء الكبرى وفرضوا الضرائب عليها ونظموا جزئيا التجارة من الجنوب على طول طرق التجارة عبر الصحراء الكبرى. في ثلاثينيات القرن التاسع عشر - وهي الفترة التي ازدهرت فيها تجارة الرقيق - كانت غدامس تتعامل مع 2500 عبد سنويا.
تعرضت ولاية طرابلس لضغوط غربية لإنهاء تجارة الرقيق المزدهرة عبر الصحراء الكبرى بحلول أربعينيات القرن التاسع عشر لكن الحاكم على الرغم من أنه أوضح أنه على استعداد لذلك في عام 1842 لم يتمكن من إقناع زعماء المناطق الداخلية الذين كانوا لاعبين رئيسيين في تجارة الرقيق عبر الصحراء الكبرى بين برنو وسوكوتو إلى الساحل الليبي.
على الرغم من إلغاء تجارة الرقيق رسميا في طرابلس عام 1853 إلا أنها استمرت عمليا. وبينما حظر فرمان عام 1857 تجارة الرقيق رسميا لم يتم تطبيق هذا القانون أبدا واستمرت تجارة الرقيق دون عوائق كما كانت من قبل.
كتب القنصل البريطاني في بنغازي عام 1875 أن تجارة الرقيق وصلت إلى نطاق هائل وأن العبيد الذين تم بيعهم في الإسكندرية والقسطنطينية تضاعف سعرهم أربع مرات. وكتب أن هذه التجارة شجعتها الحكومة المحلية.
كتب أدولف فيشر في مقال نشر عام 1911: "... قيل إن تجارة الرقيق لا تزال مستمرة على طريق بنغازي-وادي ولكن من الصعب اختبار صحة مثل هذا التأكيد حيث تتم التجارة في كل الأحوال سرا". في الكفرة اكتشف المسافر المصري أحمد حسنين بك في عام 1916 أنه يمكنه شراء جارية بخمسة جنيهات إسترلينية بينما وجد في عام 1923 أن السعر ارتفع إلى 30 إلى 40 جنيها إسترلينيا.
بينما كانت تجارة الرقيق عبر الصحراء الكبرى لا تزال تعمل في المناطق الداخلية من ليبيا حيث كانت السيطرة الإيطالية ضعيفة أو غير موجودة كانت العبودية المنقولة موجودة أيضا في المناطق الساحلية الخاضعة للسيطرة الإيطالية الكاملة في ليبيا لفترة طويلة في الفترة الاستعمارية على الرغم من سياسة حظر العبودية التي انتهجها الإيطاليون. كان العبيد الأفارقة لا يزالون يستخدمون كعبيد منزليين في الأسر الليبية الخاصة الثرية في المدن الساحلية الكبرى مثل بنغازي حتى أواخر عشرينيات القرن العشرين.
عبر الدنماركي الذي اعتنق الإسلام كنود هولمبو الصحراء الليبية الإيطالية في عام 1930 وقيل له إن العبودية لا تزال تمارس في الكفرة وأنه يمكنه شراء جارية مقابل 30 جنيها إسترلينيا في سوق العبيد يوم الخميس. وفقا لشهادة جيمس ريتشاردسون عندما زار غدامس كان معظم العبيد من إمبراطورية كانيم-بورنو.
في ثلاثينيات القرن العشرين أبلغ الإيطاليون اللجنة الاستشارية للخبراء بشأن العبودية أن جميع العبيد السابقين في طرابلس الإيطالية ـ التي ألغيت العبودية في ليبيا رسميا منذ فترة طويلة ـ كانوا أحرارا في ترك أصحابهم العرب السابقين إذا رغبوا في ذلك ولكنهم بقوا لأنهم كانوا يعانون من اكتئاب اجتماعي وأن تجارة الرقيق عبر الصحراء الكبرى في واحات برقة وداخل السنوسية قد تم محوها بالتوازي مع الغزو الإيطالي الذي تم خلاله تحرير 900 عبد في سوق العبيد بالكفرة وأن العبيد في إريتريا الإيطالية أصبحوا يحصلون الآن على رواتب وبالتالي لم يعودوا عبيدا وأن العبودية وتجارة الرقيق في الصومال قد ألغيت الآن.

### القرن الحادي والعشرين
وثقت هيومن رايتس ووتش حالات احتجاز المهاجرين بشكل تعسفي وبيعهم في مراكز الاحتجاز الليبية. كما لاحظت منظمة العفو الدولية أن المهاجرين الذين يسافرون عبر ليبيا كانوا يتعرضون للاحتجاز في ظروف مكتظة وغير صحية والتعذيب. كما أشارت وزارة الخارجية الأمريكية في تقريرها لعام 2010 عن الاتجار بالبشر: "كما في السنوات السابقة كانت هناك تقارير معزولة تفيد بأن النساء من غرب ووسط إفريقيا أُجبرن على ممارسة الدعارة في ليبيا. وكانت هناك أيضا تقارير تفيد بأن المهاجرين من جورجيا تعرضوا للعمل القسري في ليبيا" وزعمت أن الحكومة الليبية لم تظهِر أدلة مهمة على الجهود المبذولة لمقاضاة المتاجرين أو حماية ضحايا الاتجار.

#### العبودية في حقبة ما بعد القذافي
منذ الإطاحة بحكومة القذافي خلال الحرب الأهلية الليبية الأولى في عام 2011 عانت ليبيا من الفوضى مما جعل المهاجرين الذين لا يملكون سوى القليل من النقود ولا يحملون أي أوراق معرضين للخطر. تعد ليبيا نقطة خروج رئيسية للمهاجرين الأفارقة المتجهين إلى أوروبا. نشرت منظمة الهجرة الدولية تقريرا في أبريل 2017 يظهر أن العديد من المهاجرين من غرب ووسط وساحل إفريقيا المتجهين إلى أوروبا يتم بيعهم كعبيد بعد احتجازهم من قبل مهربي البشر أو الجماعات المسلحة. كانت الدول الأفريقية الواقعة جنوب ليبيا مستهدفة لتجارة الرقيق ونقلها إلى أسواق الرقيق الليبية بدلا من ذلك. وفقا للضحايا فإن السعر أعلى بالنسبة للمهاجرين ذوي المهارات مثل الرسم والبلاط. غالبا ما يتم فدية العبيد لعائلاتهم وحتى يتم دفع الفدية يتعرضون للتعذيب وإجبارهم على العمل وأحيانا حتى الموت وفي النهاية يتم إعدامهم أو تركهم جوعا إذا لم يتمكنوا من الدفع لفترة طويلة. غالبا ما يتم اغتصاب النساء واستخدامهن كعبيد جنس وبيعهن لبيوت الدعارة والعملاء الليبيين الخاصين. يعاني العديد من الأطفال المهاجرين أيضا من سوء المعاملة واغتصاب الأطفال في ليبيا.
بعد تلقي مقطع فيديو غير مؤكد من شبكة سي إن إن لمزاد العبيد في نوفمبر 2017 في ليبيا أخبر أحد المتاجرين بالبشر قناة الجزيرة أن مئات المهاجرين يتم شراؤهم وبيعهم في جميع أنحاء البلاد كل أسبوع. أظهر المهاجرون الذين مروا بمراكز الاحتجاز الليبية علامات على العديد من انتهاكات حقوق الإنسان مثل الإساءة الشديدة بما في ذلك الصدمات الكهربائية والحروق والجلد وحتى السلخ وفقا لما ذكره مدير الخدمات الصحية في جزيرة لنبذوشة الإيطالية ليورونيوز.
كانت مجموعة ليبية تعرف باسم "فتيان أسماء" قد أثارت استياء المهاجرين من أجزاء أخرى من أفريقيا منذ عام 2000 على الأقل ودمرت ممتلكاتهم. وفي يناير 2018 قدم مهاجرون نيجيريون روايات عن الانتهاكات في مراكز الاحتجاز بما في ذلك تأجيرهم أو بيعهم كعبيد. ونشرت عائلاتهم في وقت لاحق مقاطع فيديو لمهاجرين سودانيين يتم حرقهم وجلدهم مقابل فدية على وسائل التواصل الاجتماعي. وفي يونيو 2018 فرضت الأمم المتحدة عقوبات على أربعة ليبيين (بما في ذلك قائد خفر السواحل) وإريتريين اثنين لقيادتهم الإجرامية لشبكات تجارة الرقيق.
حذر تقرير صادر عن مجلس حقوق الإنسان التابع للأمم المتحدة في عام 2023 من ارتكاب جرائم ضد الإنسانية من قبل قوات الأمن التابعة للدولة والجماعات المسلحة ضد المهاجرين في ليبيا بما في ذلك إجبار النساء على العبودية الجنسية. وأبرز التقرير أن الاتحاد الأوروبي ساهم في هذه الجرائم بإرسال الدعم لهذه القوات.

#### ردود الفعل
استجابت حكومتا بوركينا فاسو وجمهورية الكونغو الديمقراطية للتقارير باستدعاء سفرائهما من ليبيا. أثار تقرير شبكة سي إن إن الغضب. احتج مئات المتظاهرين معظمهم من الشباب السود أمام السفارة الليبية في وسط باريس وأطلقت الشرطة الفرنسية الغاز المسيل للدموع لتفريقهم. ووصف موسى فكي محمد رئيس مفوضية الاتحاد الأفريقي المزادات بأنها "حقيرة". كما اندلعت احتجاجات خارج السفارات الليبية في باماكو وكوناكري وياوندي. صرح الأمين العام للأمم المتحدة أنطونيو غوتيريش أنه شعر بالفزع من لقطات المزاد وأنه يجب التحقيق في هذه الجرائم باعتبارها جرائم محتملة ضد الإنسانية. احتج المئات خارج سفارة ليبيا في لندن في 9 ديسمبر 2017.
استدعى رئيس النيجر محمد يوسفو السفير الليبي وطالب محكمة العدل الدولية بالتحقيق في ليبيا بشأن تجارة الرقيق. كما صرح وزير خارجية بوركينا فاسو ألفا باري أنه استدعى السفير الليبي للتشاور. وفي 22 نوفمبر 2017 طلبت فرنسا عقد اجتماع طارئ لمجلس الأمن التابع للأمم المتحدة بينما وصف الرئيس إيمانويل ماكرون اللقطات بأنها "فاضحة" و"غير مقبولة". ووصف المزادات بأنها جريمة ضد الإنسانية. وصرح الرئيس النيجيري محمد بخاري أن النيجيريين يعاملون مثل الماعز وذكر أن المهاجرين النيجيريين العالقين في ليبيا سيتم إعادتهم.
اتفق الاتحاد الأفريقي والاتحاد الأوروبي والأمم المتحدة في 30 نوفمبر 2017 على إنشاء فريق عمل في ليبيا ضد إساءة معاملة المهاجرين. والهدف من فريق العمل هو تنسيق عمله مع حكومة الوفاق الوطني لتفكيك شبكات الاتجار والجريمة. كما يهدف إلى مساعدة بلدان المنشأ ومراكز العبور على معالجة الهجرة بالتنمية والاستقرار. واتفق القادة الأفارقة والأوروبيون في نفس اليوم على إجلاء المهاجرين المحاصرين في المخيمات. نشر وزير الطيران النيجيري السابق فيمي فاني كايود صورا على تويتر يزعم فيها أن العبيد يتم حصاد أعضائهم ويتم حرق بعض أجسادهم. كما استشهد بتقرير يزعم أن 75٪ من العبيد من جنوب نيجيريا. ومع ذلك لم يكن من الواضح ما إذا كانت صوره أصلية.
كما زعم المحامي الغاني بوبي بانسون أن أعضاء المهاجرين يتم حصادها ولا يتم بيعها مقابل العمل. وطلب من الاتحاد الأفريقي إنشاء لجنة خاصة للتحقيق في تجارة الرقيق.
في عام 2017 اتهمت منظمة مراقبة وسائل الإعلام التقدمية "العدالة والدقة في إعداد التقارير" وسائل الإعلام السائدة في الدول الغربية بتبييض الدور الذي لعبه حلف شمال الأطلسي والولايات المتحدة في عودة أسواق الرقيق المفتوحة في ليبيا بعد الإطاحة بمعمر القذافي بقيادة حلف شمال الأطلسي في عام 2011.

#### اتهامات اللجنة الوطنية لحقوق الإنسان في ليبيا بالتقارير المبالغ فيها
في نوفمبر 2017 زعمت اللجنة الوطنية لحقوق الإنسان في ليبيا أن التقارير الإعلامية عن العبودية في ليبيا مبالغ فيها وأنه على الرغم من وجود العبودية في ليبيا إلا أنها نادرة أيضا. وقالت اللجنة إن مزادات العبيد "مشاهد نادرة للغاية" و"سرية للغاية". ودعت اللجنة أيضا الحكومة الليبية إلى القضاء على ممارسة العبودية غير القانونية أيضا.